# ستيرلينغ سيتي
ستيرلينغ سيتي (بالإنجليزية: Sterling City)‏ هي مدينة أمريكية تقع في ولاية تكساس.تبلغ مساحة هذه المدينة 2.5 (كم²)،ويبلغ عدد سكانها 982 نسمة حسب إحصاء سنة 2010 م.

## التركيبة السكانية
حدّد مكتب تعداد الولايات المتحدة بيانات التركيبة السكانية لستيرلينغ سيتي في تعداد الولايات المتحدة. في ما يلي، التركيبة السكانية حسب تعدادي 2000 و2010.

### تعداد عام 2000
بلغ عدد سكان ستيرلينغ سيتي 1,081 نسمة بحسب تعداد عام 2000، وبلغ عدد الأسر 393 أسرة وعدد العائلات 297 عائلة مقيمة في المدينة. في حين سجلت الكثافة السكانية 425.6 نسمة لكل كيلومتر مربع (1,102.3/ميل2). وبلغ عدد الوحدات السكنية 467 وحدة بمتوسط كثافة قدره 183.9 لكل كيلومتر مربع (476.3/ميل2).
وتوزع التركيب العرقي للمدينة بنسبة 82.05% من البيض و0.09% من الأمريكيين الأفارقة و0.37% من الأمريكيين الأصليين و0.09% من سكان جزر المحيط الهادئ و14.80% من الأعراق الأخرى و2.59% من عرقين مختلطين أو أكثر و33.30% من الهسبانيون أو اللاتينيون من أي عرق.
بلغ عدد الأسر 393 أسرة كانت نسبة 40.5% منها لديها أطفال تحت سن الثامنة عشر تعيش معهم، وبلغت نسبة الأزواج القاطنين مع بعضهم البعض 62.8% من أصل المجموع الكلي للأسر، ونسبة 8.1% من الأسر كان لديها معيلات من الإناث دون وجود شريك، بينما كانت نسبة 4.6% من الأسر لديها معيلون من الذكور دون وجود شريكة وكانت نسبة 24.4% من غير العائلات. تألفت نسبة 23.4% من أصل جميع الأسر من عدة أفراد يعيشون في نفس المنزل ونسبة 12.7% كانت تتألف من شخص يعيش بمفرده يبلغ من العمر 65 عاماً أو أكثر. وبلغ متوسط حجم الأسرة المعيشية 2.69، أما متوسط حجم العائلات فبلغ 3.18.
بلغ العمر الوسطي للسكان 37.9 عاماً. وكانت نسبة 29.6% من القاطنين تحت سن الثامنة عشر، وكانت نسبة 5.5% بين الثامنة عشر والرابعة والعشرين عاماً، ونسبة 29.2% كانت واقعةً في الفئة العمرية ما بين الخامسة والعشرين والرابعة والأربعين عاماً، ونسبة 20% كانت ما بين الخامسة والأربعين والرابعة والستين، ونسبة 13.4% كانت ضمن فئة الخامسة والستين عاماً فما فوق. يوجد لكل 100 أنثى 97.4 ذكر، ويوجد لكل 100 أنثى في الثامنة عشر من عمرها فما فوق 94.7 ذكر.
بلغ متوسط دخل الأسرة في المدينة 36,359 دولارًا، أما متوسط دخل العائلة فبلغ 38,958 دولارًا. وكان متوسط دخل الذكور 32,500 دولارًا مقابل 18,654 دولارًا للإناث. وسجل دخل الفرد الخاص بالمدينة 14,955 دولارًا. وكانت نسبة 14.3% من العائلات ونسبة 17.7% من السكان تحت خط الفقر، وكان من هؤلاء نسبة 22.3% تحت سن الثامنة عشر ونسبة 19.3% في الخامسة والستين من العمر وما فوق.

### تعداد عام 2010
بلغ عدد سكان ستيرلينغ سيتي 888 نسمة بحسب تعداد عام 2010، وبلغ عدد الأسر 335 أسرة وعدد العائلات 251 عائلة مقيمة في المدينة. في حين سجلت الكثافة السكانية 349.6 نسمة لكل كيلومتر مربع (905.5/ميل2). وبلغ عدد الوحدات السكنية 419 وحدة بمتوسط كثافة قدره 165 لكل كيلومتر مربع (427.3/ميل2).
وتوزع التركيب العرقي للمدينة بنسبة 87.84% من البيض و1.46% من الأمريكيين الأفارقة و1.91% من الأمريكيين الأصليين و6.98% من الأعراق الأخرى و1.80% من عرقين مختلطين أو أكثر و36.49% من الهسبانيون أو اللاتينيون من أي عرق.
بلغ عدد الأسر 335 أسرة كانت نسبة 33.1% منها لديها أطفال تحت سن الثامنة عشر تعيش معهم، وبلغت نسبة الأزواج القاطنين مع بعضهم البعض 61.2% من أصل المجموع الكلي للأسر، ونسبة 8.4% من الأسر كان لديها معيلات من الإناث دون وجود شريك، بينما كانت نسبة 5.4% من الأسر لديها معيلون من الذكور دون وجود شريكة وكانت نسبة 25.1% من غير العائلات. تألفت نسبة 23.6% من أصل جميع الأسر من عدة أفراد يعيشون في نفس المنزل ونسبة 14.3% كانت تتألف من شخص يعيش بمفرده يبلغ من العمر 65 عاماً أو أكثر. وبلغ متوسط حجم الأسرة المعيشية 2.55، أما متوسط حجم العائلات فبلغ 2.99.
بلغ العمر الوسطي للسكان 42.5 عاماً. وكانت نسبة 24.5% من القاطنين تحت سن الثامنة عشر، وكانت نسبة 7.8% بين الثامنة عشر والرابعة والعشرين عاماً، ونسبة 21.3% كانت واقعةً في الفئة العمرية ما بين الخامسة والعشرين والرابعة والأربعين عاماً، ونسبة 29.6% كانت ما بين الخامسة والأربعين والرابعة والستين، ونسبة 16.8% كانت ضمن فئة الخامسة والستين عاماً فما فوق. وتوزع التركيب الجنسي للسكان بنسبة 49.9% ذكور و50.1% إناث.

## معرض صور

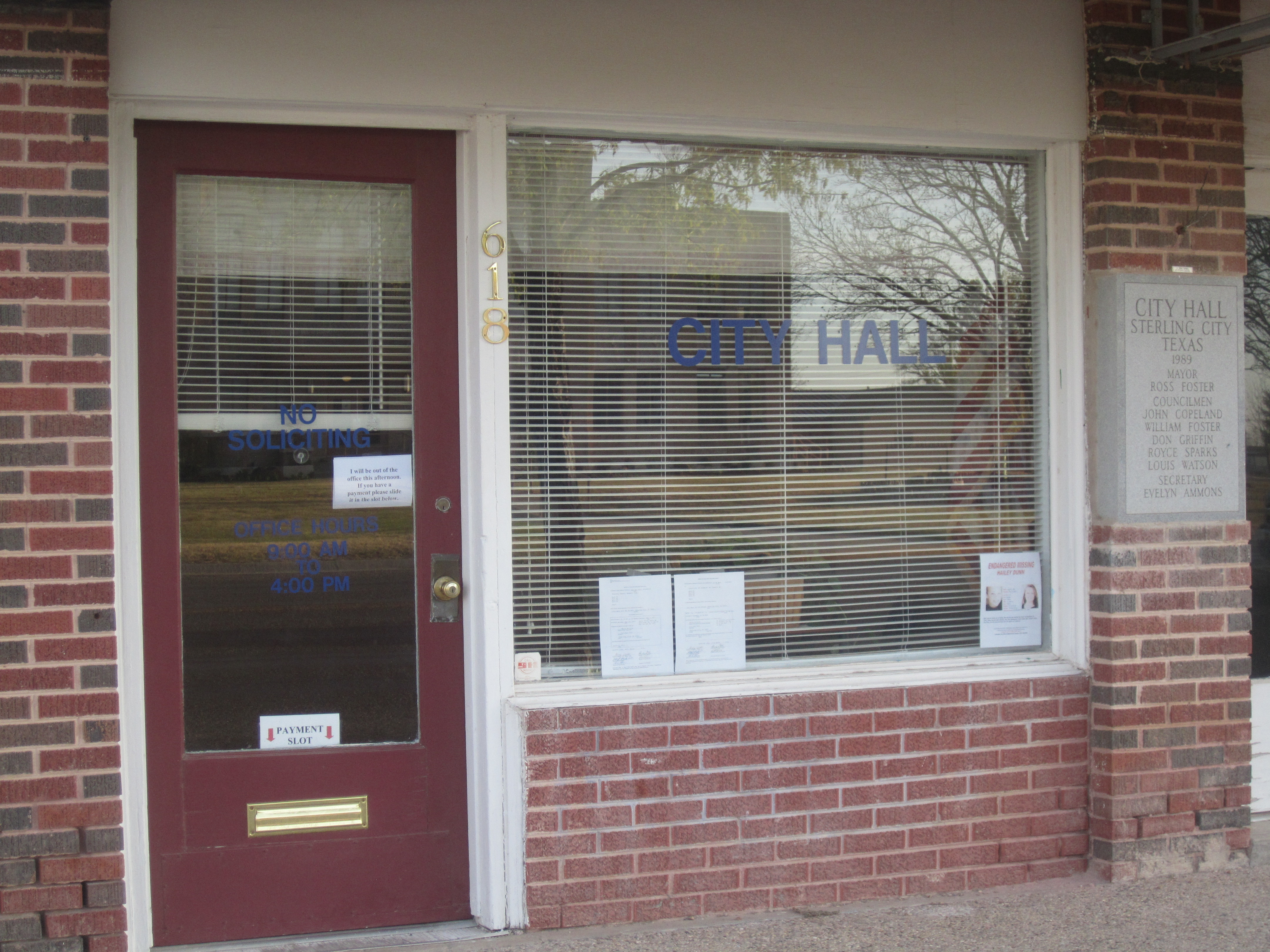
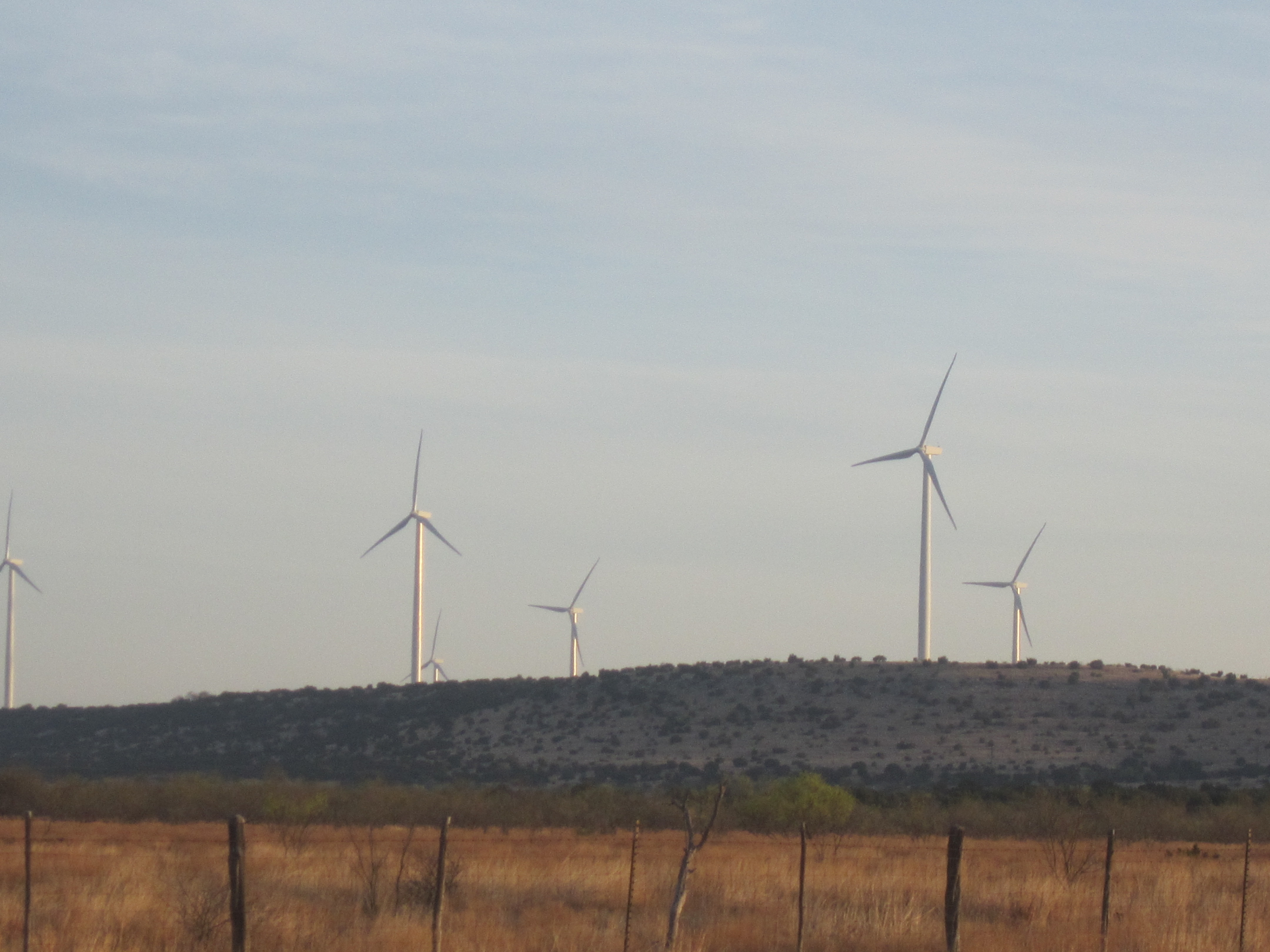
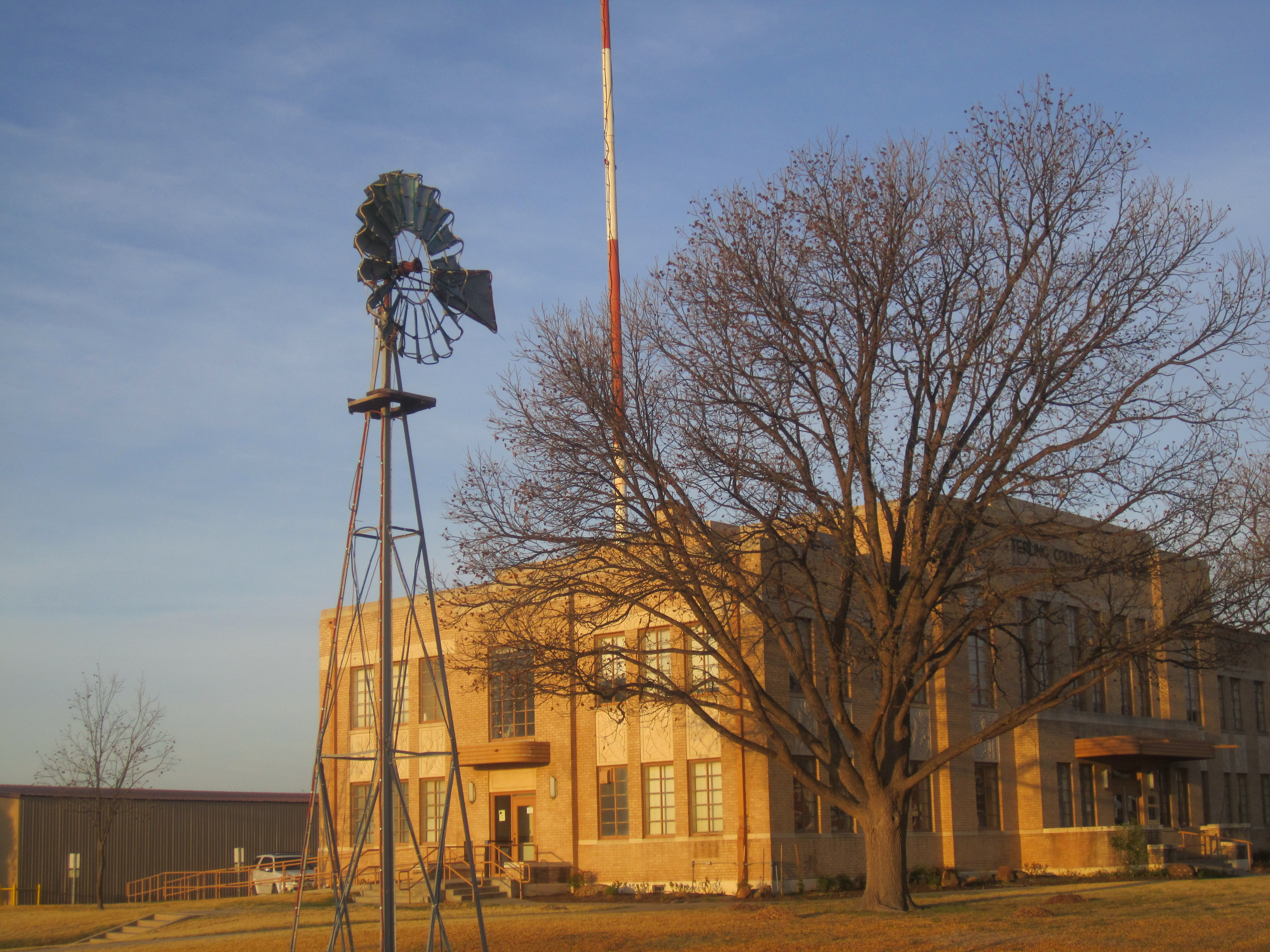
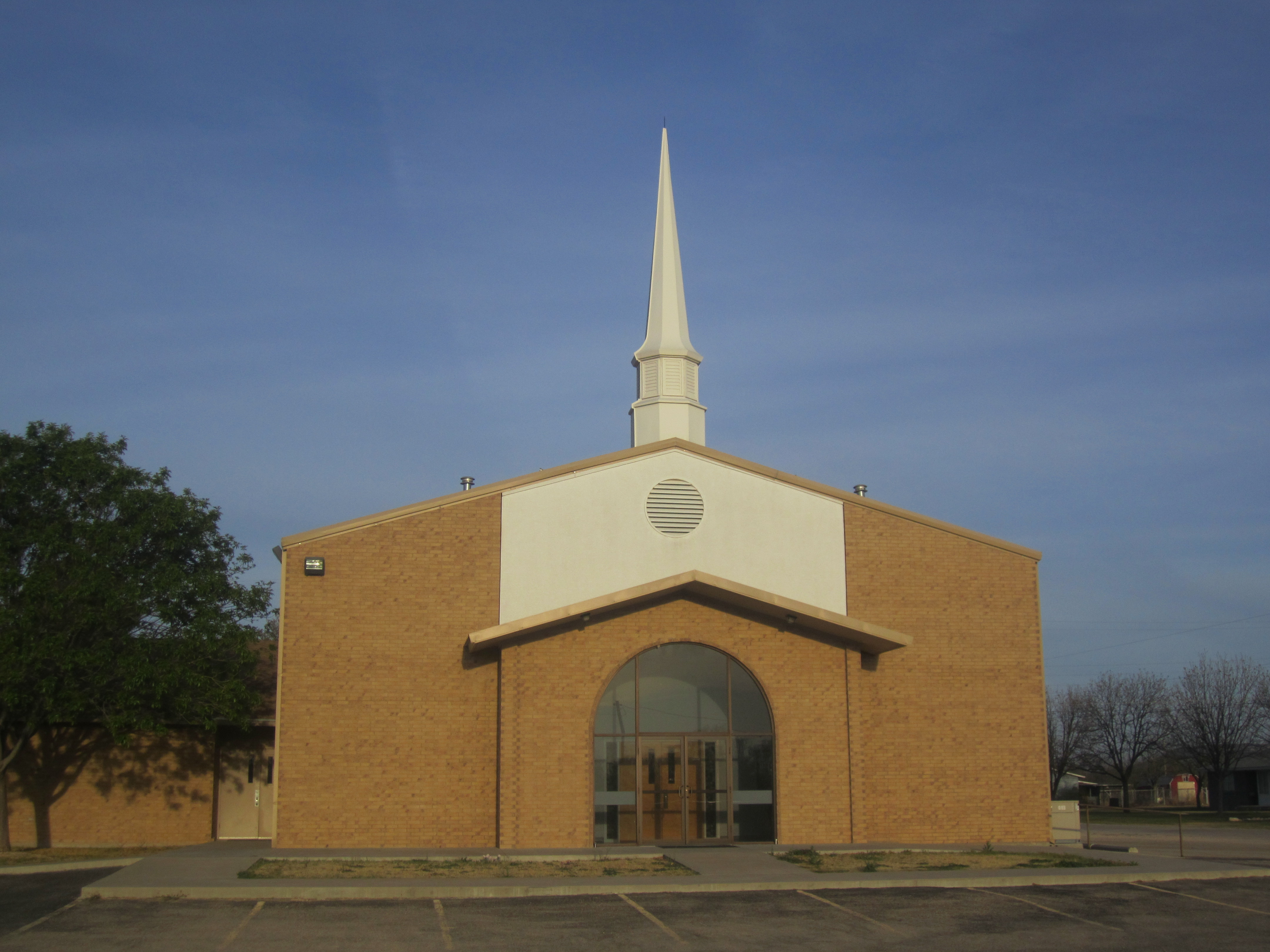